# Калан (Морбијан)
Калан (фр. Calan) насеље је и општина у северозападној Француској у региону Бретања, у департману Морбијан која припада префектури Лорјен.
По подацима из 2011. године у општини је живело 1009 становника, а густина насељености је износила 82,1 становника/km². Општина се простире на површини од 12,29 km². Налази се на средњој надморској висини од 100 метара (максималној 114 m, а минималној 57 m).

## Демографија
| 1962. | 1968. | 1975. | 1982. | 1990. | 1999. | 2011. |
| ----- | ----- | ----- | ----- | ----- | ----- | ----- |
| 300   | 453   | 410   | 487   | 636   | 719   | 1.009 |

График промене броја становника у току последњих година